# وولا پیوترووا
وولا پیوترووا (به لاتین: Wola Piotrowa) یک روستا در لهستان است که در گمینا بوکووسکو واقع شده‌است. وولا پیوترووا ۲۸۰ نفر جمعیت دارد. این روستا ۳۴۰ متر ارتفاع از سطح دریا دارد.